# Rich Girl (Hall & Oates)
Rich Girl è un singolo del duo musicale statunitense Hall & Oates, pubblicato nel 1977 ed estratto dall'album Bigger Than Both of Us.

## Tracce
- 7" (USA)

1. Rich Girl
2. London, Luck and Love

- 7" (UK)

1. Rich Girl
2. You'll Never Learn

- 7" (Italia)

1. Rich Girl
2. Do What You Want, Be What You Are

## Classifiche
| Classifica (1977) | Posizione raggiunta |
| ----------------- | ------------------- |
| Stati Uniti       | 1                   |